# IF Limhamn Bunkeflo
IF Limhamn Bunkeflo 2007 (ook LB07) is een Zweedse voetbalclub uit Malmö.
De club is officieel op 1 januari 2008 ontstaan uit de fusie tussen Bunkeflo IF en Limhamns IF. De club nam de plaats van Bunkeflo IF in de Superettan in. Na één seizoen degradeerde club. In 2013 degradeerde de club naar de Division 2, het vierde niveau.

## Bekende spelers
- Bovar Karim
- Darko Lukanović
- Stefan Maletić
- Mike Owusu